# Übersichtigkeit
Bei der allgemeinsprachlich Weitsichtigkeit genannten Übersichtigkeit (Synonym: Hyperopie oder Hypermetropie) handelt es sich um einen sogenannten axialen Brechungsfehler des Auges (Ametropie), bei dem der Augapfel im Verhältnis zur Brechkraft seiner optischen Einrichtung zu kurz beziehungsweise die Brechkraft zu gering ist. Dies führt dazu, dass sich die Bildlage für optisch unendlich weit entfernte Objekte bei entspanntem (nicht akkommodiertem) Auge nicht in der Netzhautebene befindet, und damit eine wesentliche Voraussetzung für einen scharfen Seheindruck nicht erfüllt ist. Stattdessen liegt der (virtuelle) Bildpunkt beim weitsichtigen Auge hinter der Netzhaut, sodass ein unscharfer Seheindruck entsteht. Je näher ein Objekt an das Auge herangeführt wird, desto weiter verlagert sich der Bildpunkt nach hinten. Das Ergebnis ist ein Abbildungsfehler, der nahe Objekte unschärfer erscheinen lässt als weit entfernte – der Betroffene sieht also in der Ferne (daher die Bezeichnung „weit-sichtig“) besser als in der Nähe. Das Ausmaß einer Weitsichtigkeit wird durch eine Refraktionsbestimmung ermittelt und in Dioptrien angegeben.
Die Hyperopie ist vor allem genetisch bedingt. Während zahlreiche Formen von angeborenen Missbildungen des Augapfels mit Hyperopie einhergehen, stellt die Hyperopie allein keine Erkrankung, sondern eine Variante der normalen Augenentwicklung dar.

## Hyperopie, Akkommodation und Presbyopie

Strahlengang am weitsichtigen Auge (jeweils beim Blick in die Ferne und ohne Akkommodation). Beim unkorrigierten Auge (oben) liegt der Bildpunkt hinter der Netzhaut. Die Folge ist ein unscharfer Seheindruck. Durch eine Sammellinse wird der Bildpunkt auf die Netzhaut verschoben (unten). Der Seheindruck ist nun scharf.

Eine niedrige oder mittelgradige Weitsichtigkeit wird in der Regel durch Verstärkung der Brechkraft der Augenlinse (Akkommodation) unwillkürlich ausgeglichen und bleibt unbemerkt. Solange also ein beschwerdefreies Sehen in Ferne und Nähe möglich ist, braucht eine Hyperopie nicht korrigiert zu werden. Bei Kindern ist eine Hyperopie Teil des Entwicklungsprozesses. In der Regel reduziert sie sich im Laufe des Wachstums (siehe Grafik). Höhergradige Hyperopien über drei Dioptrien sollten jedoch auch im Kindesalter – zumindest teilweise – korrigiert werden, da sonst die Gefahr einer Schielerkrankung bestehen kann.
Die Fähigkeit zur Akkommodation nimmt jedoch mit zunehmendem Lebensalter ab und erreicht abhängig vom Grad der Hyperopie meist zwischen dem 35. und 45. Lebensjahr einen Wert, der zum scharfen Sehen, zunächst in der Nähe und später auch in der Ferne, nicht mehr ausreicht. Diese physiologische Alterssichtigkeit (Presbyopie) macht sich so früher bemerkbar als bei Menschen ohne Hyperopie.
Wenn durch die nachlassende Akkommodationsleistung der Linse Probleme in der Nähe auftreten, bewirkt die Korrektur der Hyperopie zunächst eine Verbesserung des Nahsehens, aber auch eine generelle Entlastung der Akkommodation – auch beim Blick in die Ferne. Später, bei weiter zunehmender Presbyopie, wird eine zusätzliche Nahkorrektur erforderlich.

## Behandlungsmöglichkeiten
Die zur Korrektur der Hyperopie erforderlichen konvexen Brillengläser oder Kontaktlinsen haben einen positiven Brechwert und ein „+“-Zeichen vor der Stärkeangabe in dpt. Weitsichtigkeit kann daher mit Plus Dioptrien korrigiert werden. In den letzten Jahren ist für Erwachsene auch eine Behandlung durch einen chirurgischen Eingriff mittels refraktiver Chirurgie möglich geworden.
Bereits eine unterkorrigierte Hyperopie kann im Kindesalter auf Grund der zum Ausgleich erforderlichen Akkommodation zu einem Innenschielen führen. Einen wichtigen Therapiebestandteil stellt deshalb eine optimale Brillenkorrektur dar. Dies geschieht dann weniger, um die Sehschärfe zu verbessern, als vielmehr die Tendenz einer Schielerkrankung zu reduzieren. Es ist nicht ungewöhnlich, wenn solch eine verschriebene Brille keine wesentliche subjektive Verbesserung der Sehschärfe bewirkt. Dies ändert jedoch nichts an der Notwendigkeit, die verordnete Korrektur trotzdem zu tragen. Hochgradige Hyperopien im Kindesalter sollten auch bei normalem Binokularsehen und ausreichender Akkommodationsbreite vorsorglich mit abgeschwächten Gläsern korrigiert werden, spätestens dann, wenn die visuellen Belastungen mit der Einschulung zunehmen.
Die vor Erfindung der Intraokularlinse gebräuchliche ersatzlose operative Entfernung der Augenlinse bei Linsentrübungen (Katarakt) führt zu einer Hyperopisierung um ca. 13 Dioptrien und machte zu jener Zeit eine Starbrille erforderlich.

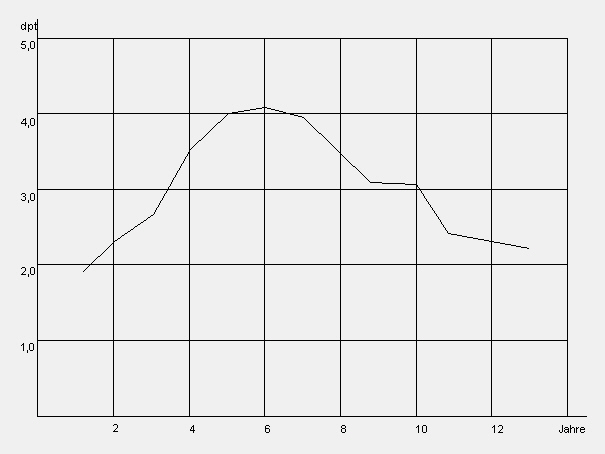
Hyperopieverlauf im Kindesalter

## Etymologie
Die medizinischen Fachbegriffe Hyperopie und Hypermetropie leiten sich vom altgriechischen ὑπέρ hypér „über“ (bzw. ὑπέρμετρος hypérmetros „übermäßig“) sowie ὤψ ōps „Auge“ ab. Ebenso entstammt Presbyopie dem Griechischen: πρεσβύτης presbýtis „Greis“ und „Auge“ (wie oben).